# Stelaż

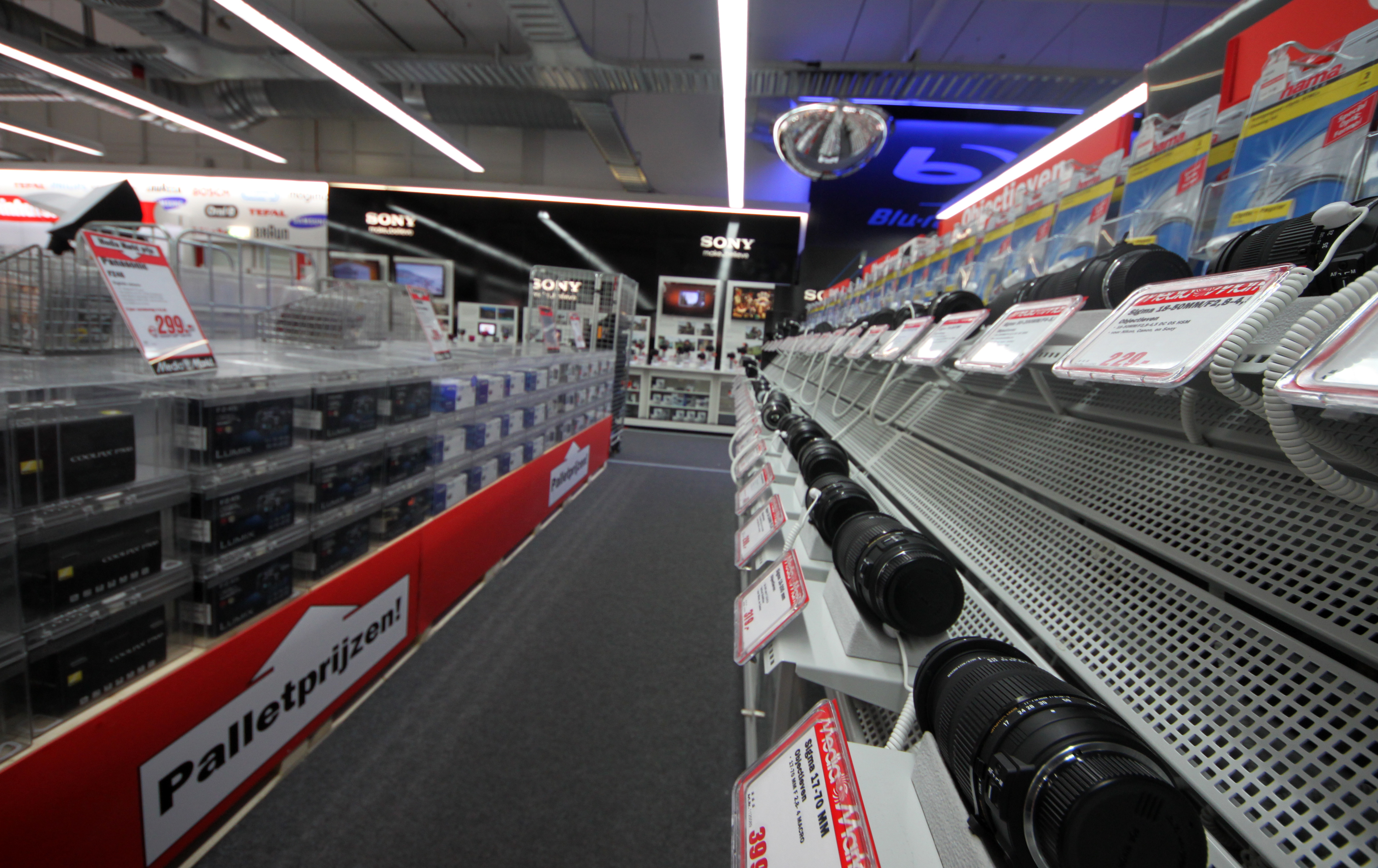
Stelaż do prezentacji sprzętu fotograficznego w markecie

Stelaż (z hol. Stellage – 'rusztowanie') – zestaw elementów (jak półki, stojaki, rurki rozporowe, ekrany itd.) służących do prezentacji eksponatów na wystawach.